# Az Amerikai Egyesült Államok demográfiája
Az Amerikai Egyesült Államok hivatalos becsült lakónépessége 2023. július 1-jén 334 914 895 fő volt a U.S. Census Bureau szerint. Ez a szám tartalmazza az 50 államot és Washington D.C.t, de nem tartalmazza az öt nem bejegyzett amerikai terület (Puerto Rico, Guam, az Amerikai Virgin-szigetek, Amerikai Szamoa és az Északi-Mariana-szigetek), valamint több kisebb szigeti birtoklás népességét. Az Egyesült Államok a világ harmadik legnépesebb országa, és a legnépesebb az amerikai kontinensen és a nyugati féltekén. 2022 júliusáig tartó tizenkét hónapos időszakra a népesség 0,4%-os növekedést mutatta ki a Népszámlálási Hivatal, ami a világ átlagos 0,9%-os éves növekedési rátája alatt van. 2022-re becsült teljes termékenységi arányszám az Egyesült Államokban 1,665 gyermek/nő,, ami a körülbelül 2,1-es pótlódási termékenységi arányszám alatt van. Számos mérőszám alapján, beleértve az etnikai hátteret, a vallási hovatartozást, valamint a vidéki és városi megosztottság százalékos arányát, Illinois a legreprezentatívabb az Egyesült Államok szélesebb demográfiai viszonyait tekintve.
Az Egyesült Államok lakossága a 20. század során - évi körülbelül 1,3%-os növekedési ütem mellett - csaknem megnégyszereződött, az 1900-as körülbelül 76 millióról 2000-re 281 millióra nőtt. 1967-ben a becslések szerint elérte a 200 milliós határt, 2006. október 17-én pedig a 300 milliós határt. A külföldön született bevándorlók hatására az Egyesült Államok lakossága továbbra is gyorsan nőtt, a külföldön született lakosság száma az 1990-es közel 20 millióról 2015-re 45 millió fölé emelkedett, ami a lakosság növekedésének egyharmadát jelenti. Az Egyesült Államok lakossága 2018 és 2019 között 1,6 millióval nőtt, a növekedés 38%-át a bevándorlás tette ki. A népességnövekedés a kisebbségek összességében a leggyorsabb, és a Népszámlálási Hivatal 2020-as becslése szerint a 18 év alatti amerikai gyermekek 50%-a etnikai kisebbségi csoport tagja.
2020-ban a fehérek száma 235 411 507 fő volt, ami a lakosság 71%-a, beleértve azokat is, akik más rasszal kombinálva vallották magukat fehérnek. Az egyedül fehérként azonosított emberek (beleértve a latin-amerikai fehéreket is) 204 277 273 főt, vagyis a lakosság 61,6%-át tették ki, a nem latin-amerikai fehérek pedig az ország lakosságának 57,8%-át.
A latin-amerikaiak a teljes országos népességnövekedés 51,1%-át tették ki 2010 és 2020 között. 2010-ben 50,5 millióról 2020-ra 62,1 millióra nőtt a latin-amerikai népesség: ez 23%-os növekedés és több mint 11,6 milliós számbeli növekedés. A bevándorlók és az Egyesült Államokban született leszármazottaik várhatóan az elkövetkező évtizedekben az USA népességnövekedésének nagy részét adják majd.
Az ázsiai amerikaiak a leggyorsabban növekvő etnikai csoport Amerikában, 35%-os növekedési rátával. Ugyanakkor a többetnikumú ázsiai amerikaiak a leggyorsabban növekvő csoport az országban, 55%-os növekedési rátával, ami a vegyes házasságok számának növekedését tükrözi az Egyesült Államokban.
2022-től kezdve a fehér amerikai anyák által szülöttek aránya az USA-ban továbbra is 50% körül mozog, ami 3%-os csökkenést tükröz 2021-hez képest. Ugyanebben az időszakban az ázsiai-amerikai és a spanyolajkú nők által szülöttek száma 2%-kal, illetve 6%-kal nőtt.
A 12 hónapot lezáró általános termékenységi ráta 2022 első negyedévében 56,6-ról 57,0-ra nőtt 2021 negyedik negyedévéhez képest.

## Népességnövekedés
Az Egyesült Államok népességnövekedése kiemelkedően magas minden másik fejlett országhoz képest. A minden évben jelentős mértékű bevándorlás mellett magasak a születési és halálozási mutatók, valamint az átlagos gyermekvállalási ráta is magas. Ez a népességnövekedés azonban minden etnikumnál különböző értéket mutat, vonatkozik ez a születésekre és a migrációra egyaránt. 2050-re megváltozhat az ország etnikai megoszlása. Spanyol anyanyelvű lehet az akkori népességnek akár 25%-a is. Az ázsiaiak aránya 7% körül alakulhat. Az afro-amerikaiak aránya valószínűleg nem változik lényegesen a mostanihoz képest, tehát 14% körül lesz. A nem spanyol anyanyelvű fehérek aránya viszont 55% körüli értékre csökkenhet, népességszám alapján viszont a mostanihoz képest biztosan többen lesznek. 2050-re valószínűleg 420 millió körül alakul majd az Egyesült Államok lakóinak száma. Egyes adatok szerint ez akár a 438 milliót is elérheti. A népességszám változásában jelenleg is nagy jelentőségű a migráció alakulása. A jelenlegi bevándorlásoknak több mint a 60%-a kizárólag a mexikói határ környékén összpontosul, de emellett jelentős a karibi és az ázsiai térségből irányuló bevándorlás is. Napjainkban jelentős problémákat okoz az országnak az illegális bevándorlás. Jelenlegi becslések szerint mintegy 12 millióan tartózkodnak engedély nélkül az országban. Az Egyesült Államokban 2007-es adatok szerint egy nőre átlagosan 2,1 gyermek jutott. Hasonlóan magas gyermekvállalási rátával a fejlett országok közül Nagy-Britannia és Franciaország rendelkezik. Sok középosztálybeli családban van legalább 2 gyermek. Azonban ez az adat is más értékeket mutat a különböző etnikumokra vonatkoztatva. A gyermekvállalás a legmagasabb a spanyol anyanyelvűeknél, ahol átlagosan egy nőre 3 gyermek jutott. Az afro-amerikaiaknál egy nőre 2,2 gyermek, az ázsiaiaknál egy nőre 1,9 gyermek, a fehér amerikaiaknál pedig egy nőre átlagosan 2 gyermek jutott. A bevándorlás és a születésszám alakulása mellett kis mértékben ugyan, de hozzájárul a növekedéshez a várható élettartam tartós növekedése és a csecsemőhalandóság csökkenése is. A növekedés mértékét illetően többféle előrejelzés van a jövőre, de 40 év múlva valószínűleg 400 millió felett lesz az Egyesült Államok lélekszáma, megtartva ezzel a 3. helyet az országok között.